# Laëtitia Tonazzi

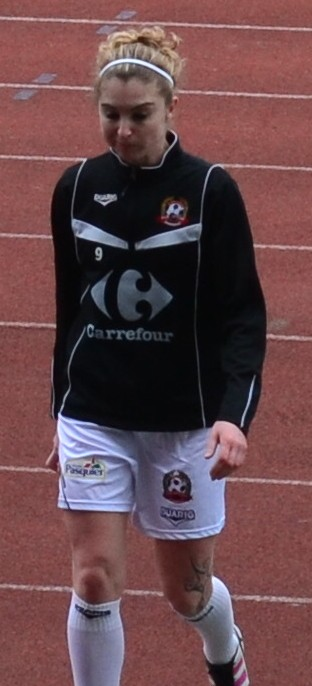
Laëtitia Tonazzi (2012)

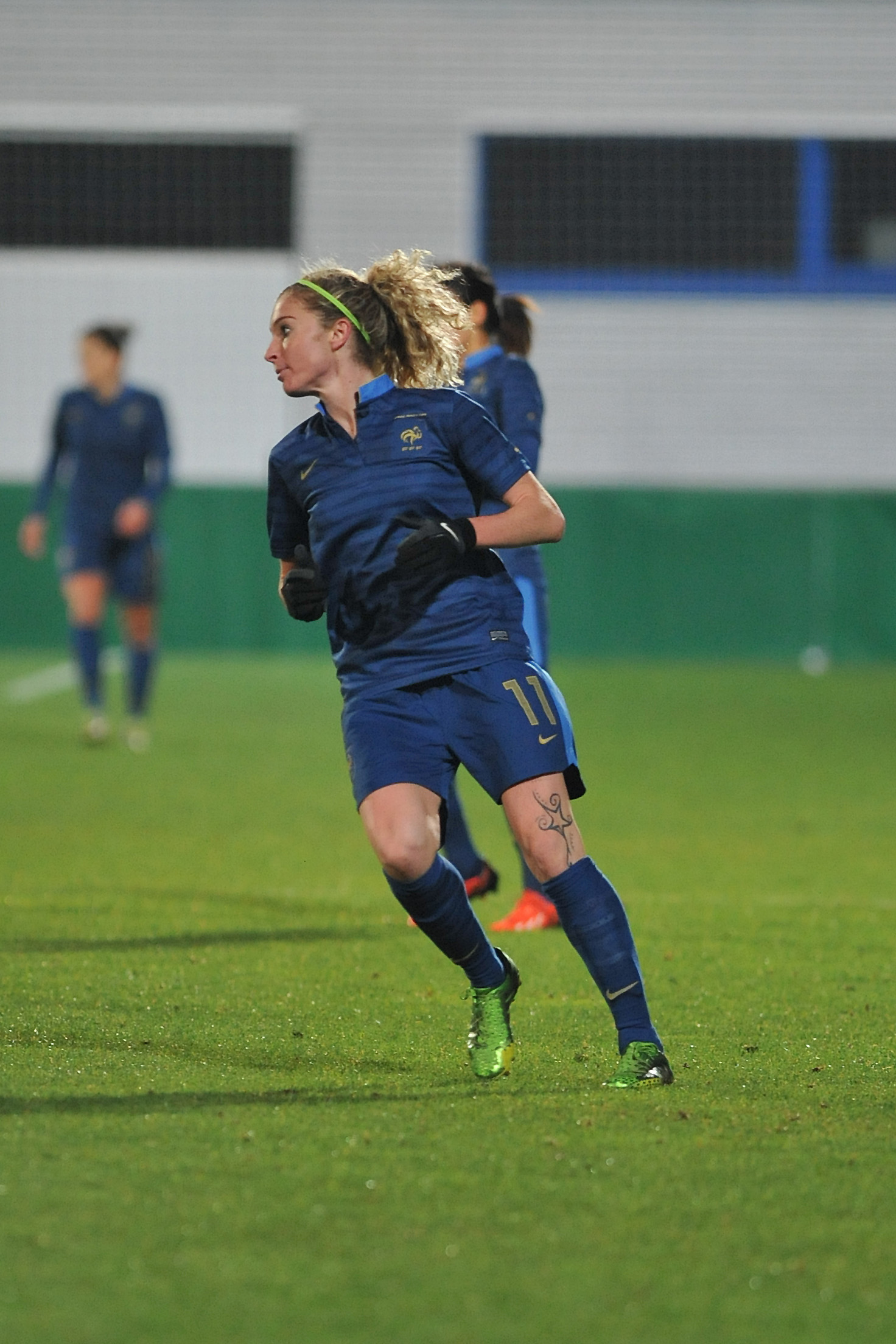
Laëtitia Tonazzi 2013 in der Nationalelf

Laëtitia Tonazzi (* 31. Januar 1981 in Créteil) ist eine französische Fußballspielerin. 

## Vereinskarriere
Die Angreiferin begann als Mädchen in einer gemischten Mannschaft beim FC Plessis-Trévise mit dem Fußballsport. 1996 holte sie der Traditionsverein VGA Saint-Maur, wo Tonazzi schon als Jugendliche zu einer festen Größe in der Ligafrauschaft wurde. 2001 wechselte sie zum Juvisy FCF. Für den Erstligisten hat sie elf Jahre lang gespielt und in dieser Zeit zwei Landesmeistertitel (2003 und 2006) sowie 2005 den Landespokal gewonnen. In der Saison 2007/08 wurde Laëtitia Tonazzi mit 27 Treffern in 22 Spielen auch Ligatorschützenkönigin, ebenso 2010/11 mit 20 Toren. In Juvisy hat sie bis einschließlich der Saison 2011/12 in über 200 Punktspielen mehr als 150 Treffer erzielt; außerdem erreichte sie 2011 mit diesem Frauenverein das Viertelfinale der Champions League. Anschließend ist sie zu Serienmeister Olympique Lyon gewechselt, mit dem sie 2013 und 2014 jeweils Meisterschaft und Landespokal gewonnen hat. Seit der Saison 2014/15 trug sie den Dress des Montpellier HSC. Nach einer ersten guten Saison, in der sie nahezu sämtliche Pflichtspiele des MHSC bestritt, wurde sie wiederholt von Verletzungen geplagt, so dass sie es in den folgenden drei Spielzeiten insgesamt lediglich noch auf 24 weitere Ligabegegnungen mit immerhin noch 14 Torerfolgen gebracht hat. Deshalb erklärte die mittlerweile 37-Jährige im April 2018 das Ende ihrer Spielerinnenkarriere auf höchstem Niveau – nach insgesamt 28 Jahren Vereinsfußball.
Fünfeinhalb Jahre später sorgte die inzwischen 42-Jährige dann allerdings noch einmal für Aufmerksamkeit, als sie mit zwei Treffern den Viertligisten Féminine Esprit Club Bastia in das Zweiunddreißigstelfinale des Pokalwettbewerbs 2023/24 schoss und drei Wochen später per verwandeltem Elfmeter dazu beitrug, dass die Korsinnen sogar das Sechzehntelfinale erreichten. Im Mai 2024 erzielte sie gegen CS Blénod beide Tore, durch die Bastia sich für die Barrages um den Aufstieg in die Division 3 Féminine qualifizierte. Ein halbes Jahr später war es gegen den Drittligisten AS Monaco erneut ein Tonazzi-Treffer, der dem FECB in das Pokal-Zweiunddreißigstelfinale verhalf.
Laëtitia Tonazzi gehört zu den prägendsten Angreiferinnen in der ersten Division Frankreichs während der ersten beiden Jahrzehnte des 21. Jahrhunderts: Selbst ohne die statistisch bisher nicht erfassten Meisterschaftssaisons 2001/02 und 2002/03 hat sie in 263 Punktspielen 197 Tore geschossen.

### Stationen
- bis 1996: FC Plessis-Trévise (im Jugendbereich)
- 1996–2001: VGA Saint-Maur
- 2001–2012: Juvisy FCF
- 2012–2014: Olympique Lyon
- 2014–2018: Montpellier HSC
- (mindestens 2023/24): FEC Bastia

## In der Nationalelf
Laëtitia Tonazzi spielte bereits als Jugendliche für Frankreich; im Jahr 2000 nahm sie an der U-18-Europameisterschaft im eigenen Land teil. Erstmals im April 2002 berief die damalige Nationaltrainerin Élisabeth Loisel sie dann bei einem Spiel gegen Tschechien in die französische A-Nationalelf. Nach 55 A-Länderspielen bis Mai 2010 wurde sie zunächst nicht mehr für die Bleues berücksichtigt; dennoch nominierte Loisel-Nachfolger Bruno Bini die routinierte Fußballerin, die bereits an der Weltmeisterschaft 2003 und der Europameisterschaft 2009 teilgenommen hat, für seinen erweiterten Kader für die WM-Endrunde 2011, aus dem er sie dann vor Turnierbeginn allerdings wieder strich. Nachdem sie in der Hinrunde 2012/13 für Lyon als Torschützin sehr erfolgreich war, berief der Nationaltrainer Tonazzi 2013 wieder in sein Aufgebot und wechselt sie beim Freundschaftsspiel in Strasbourg gegen Deutschland Mitte Februar auch ein. Bruno Bini hatte sie auch in seinen endgültigen Europameisterschaftskader berufen; doch aufgrund einer Verletzung musste sie im Juni 2013 für das Turnier in Schweden absagen. Dafür berücksichtigte Bini-Nachfolger Philippe Bergeroo Laëtitia Tonazzi in seinem Debütmatch im September des Jahres und hat sie 2013/14, meist als Ergänzungsspielerin, regelmäßig in seine Aufgebote berufen.
Insgesamt hat die Angreiferin im blauen Nationaldress 66 Länderspiele bestritten und dabei 15 Treffer erzielt (letztes A-Länderspiel am 14. Juni 2014).

## Palmarès
- Französische Meisterschaft: 2003, 2006, 2013, 2014
- Französischer Pokal: 2005, 2013, 2014
- Beste Torschützin der Division 1: 2007/08
- WM-Teilnehmerin: 2003
- EM-Teilnehmerin: 2009